# Island in the Sky (1953)
Island in the Sky is een Amerikaanse avonturenfilm uit 1953 onder regie van William A. Wellman. Destijds werd de film in Nederland uitgebracht onder de titel De witte hel.

## Verhaal
Een transportvliegtuig moet een noodlanding maken in de wildernis van Canada. De piloot van het toestel doet zijn best om de bemanning in leven te houden, terwijl ze op redding wachten in de ijskoude poolwinter.

## Rolverdeling
| Acteur          | Personage       |
| --------------- | --------------- |
| John Wayne      | Kapitein Dooley |
| Lloyd Nolan     | Kapitein Stutz  |
| Walter Abel     | Kolonel Fuller  |
| James Arness    | Mac McMullen    |
| Andy Devine     | Willie Moon     |
| Allyn Joslyn    | J.H. Handy      |
| Jimmy Lydon     | Murray          |
| Harry Carey jr. | Ralph Hunter    |
| Hal Baylor      | Stankowski      |
| Sean McGlory    | Frank Lovatt    |
| Wally Cassell   | D'Annunzia      |
| Gordon Jones    | Walter          |
| Frank Fenton    | Kapitein Turner |
| Robert Keys     | Majoor Ditson   |
| Sumner Getchell | Luitenant Cord  |